# Giacomo Ferrara

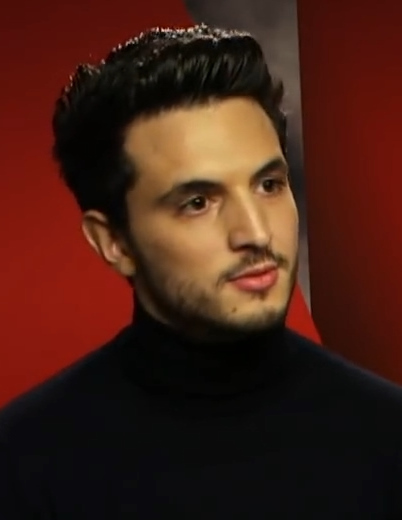
Giacomo Ferrara (November 2017)

Giacomo Ferrara (* 24. November 1990 in Chieti) ist ein italienischer Schauspieler.

## Leben
Giacomo Ferrara wuchs in Villamagna auf, wo seine Eltern ein Hotel betreiben. In Rom wurde er an der Theaterschule Corrado Pani zum Schauspieler ausgebildet. 2015 gab er sein Filmdebüt. Im selben Jahr spielte er erstmals als „Spadino“, den Bruder des Sinti-Clanführers, im Film Suburra. Diese Rolle spielte er auch ab 2017 in der Serie Suburra: Blood on Rome.

## Filmografie (Auswahl)
- 2015: La prima volta (di mia figlia)
- 2015: Suburra
- 2016: Don Matteo (Fernsehserie, Folge 10x11)
- 2017–2018: Abdullywood (Fernsehserie, 7 Folgen)
- 2017–2020: Suburra: Blood on Rome (Suburra: la serie, Fernsehserie, 24 Folgen)
- 2017: Guarda in alto
- 2017: Il permesso – 48 ore fuori
- 2021: Non mi uccidere
- 2021: Ghiaccio
- 2023: Suburraeterna
- 2023: Alles nur Theater? (Grazie ragazzi)